# Josef Straka (1951)
Josef Straka (* 3. února 1951) je bývalý český hokejový útočník. Jeho synem je hokejista Josef Straka. Po skončení aktivní kariéry působil jako trenér, v roce 1994 byl hlavním trenérem české reprezentace na Mistrovství Evropy juniorů v ledním hokeji 1994, kdy tým skončil na 2. místě.

## Hokejová kariéra
V československé lize hrál za CHZ Litvínov. Odehrál 2 prvoligové sezóny, nastoupil ve 40 ligových utkáních, dal 2 góly a měl 4 asistence. V nižší soutěži hrál během vojenské služby za Duklu Jihlava „B“ a dále za TJ Slavia Praha a TJ Slovan Jindřichův Hradec.

## Klubové statistiky
| Sezona    | Klub              | Soutěž  | Základní část | Základní část | Základní část | Základní část | Základní část |
| Sezona    | Klub              | Soutěž  | Z             | G             | A             | B             | TM            |
| --------- | ----------------- | ------- | ------------- | ------------- | ------------- | ------------- | ------------- |
| 1971/1972 | TJ Slavia Praha   | 2. liga | -             | -             | -             | -             | -             |
| 1972/1973 | CHZ Litvínov      | 1. liga | 18            | 1             | 0             | 1             | -             |
| 1973/1974 | CHZ Litvínov      | 1. liga | 22            | 1             | 4             | 5             | -             |
| 1974/1975 | TJ Slavia Praha   | 2. liga | -             | -             | -             | -             | -             |
| 1976/1977 | Dukla Jihlava „B“ | 2. liga | -             | -             | -             | -             | -             |